# V̈
Cette page contient des caractères spéciaux ou non latins. S’ils s’affichent mal (▯, ?, etc.), consultez la page d’aide Unicode.
V̈ (minuscule : v̈), appelé V tréma, est un graphème utilisé dans l’écriture de l’araki et du mavea. Il s’agit de la lettre V diacritée d'un tréma.

## Utilisation
‹ v̈ › est utilisé dans l’orthographe de quelques langues océaniennes telles que l’araki pour noter le son /ð̼/, une consonne fricative linguo-labiale sonore.

## Représentations informatiques
Le V tréma peut être représenté avec les caractères Unicode suivants (latin de base, diacritiques), :
| formes    | représentations | chaînes de caractères | points de code | descriptions                                |
| --------- | --------------- | --------------------- | -------------- | ------------------------------------------- |
| capitale  | V̈               | V◌̈                    | U+0056 U+0308  | lettre majuscule latine v diacritique tréma |
| minuscule | v̈               | v◌̈                    | U+0076 U+0308  | lettre minuscule latine v diacritique tréma |